# Selenicë
Selenicë es un municipio y villa en el condado de Vlorë, en el suroeste de Albania. El municipio se formó en la reforma territorial de 2015 mediante la fusión de los antiguos municipios Armen, Brataj, Kotë, Selenicë, Sevaster y Vllahinë, que pasaron a ser las unidades administrativas del municipio. El ayuntamiento tiene su casa consistorial en la villa de Selenicë. La población total del municipio es de 18 476 habitantes (censo de 2011), en un área total de 561.24 km². La población en sus límites de 2011 era de  2235 habitantes.
Es famoso por sus minas de betún. Hasta el año 2000 tuvo un equipo de fútbol que llegó a jugar en la primera categoría nacional, el KS Selenicë.